# Anna Moffo
Anna Moffo (Wayne, Pennsilvània, 27 de juny de 1932 - Nova York, 9 de març de 2006) va ser una soprano estatunidenca. Durant els anys 1960 va mantenir una gran activitat professional com a cantant d'òpera i va aconseguir una gran fama.
Després de graduar-se a l'escola secundària, Moffo va rebre una oferta per a fer cinema a Hollywood, però no va acceptar-hi per la seua intenció de convertir-se en monja. Tanmateix, va obtenir una beca de l'Institut de Música Curtis, que la va portar a estudiar a Filadèlfia. Poc després, el 1955, va guanyar el premi Young Artists Audition i una beca de la Fundació Fulbright per a estudiar al Conservatorio di Santa Cecilia a Roma.
Va debutar l'any 1955 en el paper de Norina de Don Pasquale de Gaetano Donizetti, a Spoleto. L'any següent es va presentar en una producció per a la televisió de Madama Butterfly, sota la direcció escènica de Mario Lanfranchi, productor de la RCA Victor i la RAI, que l'any 1957 va esdevenir el seu marit. El mateix any va debutar a La Scala amb Falstaff i als Estats Units amb l'Òpera Lírica de Chicago en el paper de Mimì de La Bohème.
Va fer el seu debut al Metropolitan l'any 1959 amb Violetta de La Traviata, paper que també interpretaria en una filmació el 1968 amb el tenor spinto Franco Bonisolli. Va cantar de nou al Metropolitan durant la temporada de 1960-61 en tres papers diferents, Gilda de Rigoletto , Adina del L'elisir d'amore, i Liù de Turandot, junt amb Birgit Nilsson i Franco Corelli. La seva Manon de Massenet era vibrant, exemple de naturalitat, tècnica, modulació i elegància.
Es va divorciar de Lanfranchi l'any 1972, i l'any 1974 es va casar amb l'antic president de la RCA, Robert Sarnoff. A finals dels anys 1970 va abordar els personatges més pesants de Verdi, com Leonora (Il trovatore) i Lina (Stiffelio).
Va ser particularment popular a Itàlia, on va presentar el Show d'Anna Moffo des de 1960 fins a 1973 i va ser votada com una de les deu dones més belles d'Itàlia.